# 拓跋提 (長鄉縣侯)
拓跋提（5世紀—494年），鲜卑名步洛提，魏太武帝拓跋燾之孙，臨淮宣王拓跋譚之子。
正平二年（452年）其父臨淮宣王拓跋譚薨，拓跋提襲其爵位，又為梁州刺史。太和年间，北魏朝廷经济困难，魏孝文帝元宏为了南征，用三千匹帛买断了临淮王拓跋提的宗室属籍，又用二千匹缣买断了乐良王元长命的宗室属籍。後因拓跋提貪縱而被削去爵位兼增加刑罰，而徙配北鎮。後來拓跋提的儿子員外郎元颖免冠請求除去官職，代替父親戍邊，但是孝文帝並不准許。
後來拓跋提跟從聖駕南伐。至洛陽後，參與制定遷都這提議。但是其後不久便去世，以參與預備遷都有功，被追封長鄉縣侯。宣武帝時，贈雍州刺史，以谥号「懿」。其子元昌於宣武帝時復封臨淮王。

## 儿子
- 元昌
- 元祜，东魏卫将军、徐州刺史、武强孝穆子
- 元孚，西魏太尉、扶风文简王
- 元颖，北魏员外郎